# Río Gabas
El Río Gabas (pronunciación en francés: /ɡabas/ ; en occitano: Gabàs) es un afluente izquierdo del Adur, en las Landas, en el suroeste de Francia, de 116,7 km de longitud.

## Nombre
El nombre Gabas se deriva del francés gave (gascón : 'gabe'), que en los Pirineos describe genéricamente un curso de agua pequeño o grande. El río era conocido como fluvius gavasensis en 982.
Un afluente del Léez se llama Gabassot, un hipocorístico de Gabas.

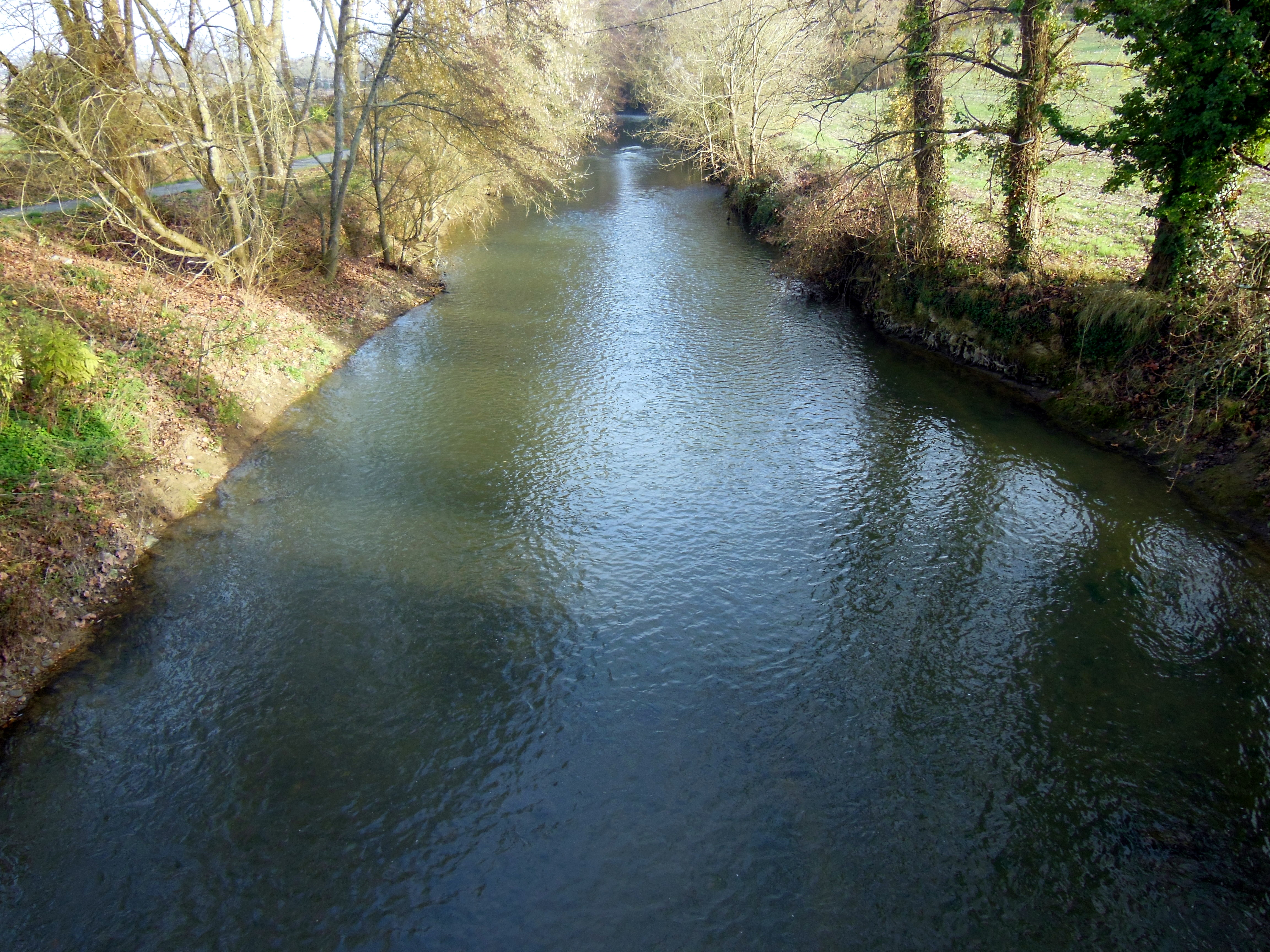
Gabas en Banos

## Geografía
El Gabas nace en la meseta de Ger al norte de Lourdes, como unión del Gabastou y el Honrède. Fluye hacia el noroeste como los ríos vecinos: el Luy, el Uzan y el Ousse.
El Gabas cruza Tursán, en las Landas y desemboca en el Adur, en Toulouzette, aguas abajo de Saint-Sever.
Una presa de 20 millones de m3 fue construido en su curso superior para regular el nivel de agua más bajo.

## Principales afluentes
- (D) el Bayle de Lourenties
- (D) el Bas, de Geaune
  - (D) Lescoû, de Saint-Loubouer
  - (I) el Petit Bas, de Pimbo
- (I) el Laudon, de Hagetmau